# Carlos Ramírez (judoka)
Carlos Rodolfo Ramírez (ur. 16 kwietnia 1970) – salwadorski judoka. Olimpijczyk z Atlanty 1996, gdzie zajął 34. miejsce w wadze półlekkiej.

## Letnie Igrzyska Olimpijskie 1996
| Konkurencja | Eliminacje          | Klas. końcowa |
| Konkurencja | Przeciwnik I        | Miejsce       |
| ----------- | ------------------- | ------------- |
| 65 kg       | Pasi Laurén (FIN) P | 34.           |